# 보인중학교
보인중학교(輔仁中學校)는 대한민국 서울특별시 송파구 오금동에 있는 사립 중학교이다.

## 학교 연혁
- 1908년 6월 8일 : 사립 보인학교 개교
- 1933년 6월 28일 : 보인재단법인 설립인가 및 제1대 이사장에 이종석 선생 취임
- 1951년 8월 31일 : 보인중학교, 보인상업고등학교(각3년제) 병설 인가
- 1960년 12월 10일 : 보인재단법인을 재단법인 보인학원으로 정관변경
- 1964년 1월 24일 : 재단법인 보인학원을 학교법인 보인학원으로 조직 변경인가
- 1968년 12월 24일 : 중학교 평준화로 중,고등학교가 분리
- 1978년 8월 22일 : 종로구 내수동에서 강남구 거여동(현재 송파구 오금동) 신축 교사로 이전 개교
- 2005년 6월 27일 : 학교법인 대주학원으로 법인 명칭 변경
- 2009년 2월 28일 : 인조 잔디 구장 준공
- 2010년 7월 31일 : 개교 100주년 기념 대주관 신축
- 2021년 3월 1일 : 조경호 선생 교장 취임

## 참고 자료
- 보인중학교 - 한국교육학술정보원 학교알리미